# Karol Pękala
Karol Pękala (ur. 26 października 1902 w Siołkowej, zm. 14 sierpnia 1968 w Sozopolu) – polski duchowny rzymskokatolicki, biskup pomocniczy tarnowski w latach 1946–1968.

## Życiorys
Po studiach w Tarnowie 29 czerwca 1928 otrzymał święcenia prezbiteratu. Był wikariuszem w Nowym Wiśniczu, duszpasterzem Polonii francuskiej, diecezjalnym dyrektorem Akcji Katolickiej w 1933 i dyrektorem Caritasu w 1946. Podczas okupacji prowadził działalność charytatywną.
14 grudnia 1946 został mianowany biskupem pomocniczym diecezji tarnowskiej ze stolicą tytularną Trocmades. Święcenia biskupie przyjął 16 marca 1947 w katedrze Narodzenia Najświętszej Maryi Panny w Tarnowie. Udzielił mu ich miejscowy biskup diecezjalny Jan Stepa, w asyście Stanisława Rosponda, biskupa pomocniczego krakowskiego, i Włodzimierza Jasińskiego, arcybiskupa tytularnego Drizipary. Jako dewizę biskupią przyjął słowa „Christo in pauperibus” (Chrystusowi w ubogich). W diecezji sprawował urząd wikariusza generalnego, a w latach 1959–1962 pełnił funkcję wikariusza kapitulnego diecezji. Uczestniczył w I i IV sesji soboru watykańskiego II.

## Odznaczenia
W 1939 prezydent RP Ignacy Mościcki nadał mu Złoty Krzyż Zasługi
Postanowieniem prezydenta RP Andrzeja Dudy w 2020 został pośmiertnie odznaczony Krzyżem Komandorskim Orderu Odrodzenia Polski.